# Johannes Dietrich
Johannes Dietrich (* 10. Februar 1985 in Berlin) ist ein deutscher Schwimmer, der sich über die kurze Schmetterlingdistanz spezialisiert hat und vor allem auf der Kurzbahn Erfolge feiern konnte.

## Werdegang
Dietrichs erster größerer internationaler Erfolg war der Gewinn der Bronzemedaille über 50 Meter Schmetterling bei den Kurzbahneuropameisterschaften 2007 in Debrecen.
Knapp ein Jahr später, bei den Deutschen Kurzbahnmeisterschaften 2008 in Essen gewann er über 50 Meter Schmetterling mit einer neuen Europarekordzeit den Meistertitel.
Ein halbes Jahr später, bei den Kurzbahnweltmeisterschaften 2008 in Manchester wurde er im Finale über 50 Meter Schmetterling in 23,05 Sekunden Sechster.
Bei den Schwimmweltmeisterschaften 2009 in Rom belegte Dietrich mit einer Zeit von 23,55 Sekunden Platz 19. Nur wenige Monate später bei den Kurzbahneuropameisterschaften 2009 in Istanbul bestritt er seine bislang erfolgreichsten internationalen Wettkämpfe mit dem Gewinn des Europameistertitels über 50 Meter Schmetterling und dem Gewinn des Vizeeuropameistertitels mit der 4-mal-50-Meter-Lagenstaffel. Außerdem belegte er über 100 Meter Schmetterling Platz 17.
Johannes Dietrich trainiert mit dem SC Wiesbaden bei Trainer Oliver Grossmann.